# Paolo Veronese
Paolo Caliari, znan kot Paolo Veronese, italijanski renesančni slikar, * 1528, Verona, † 1588, Benetke.
Deloval je v Benetkah. Znan je po zgodovinskih religioznih in mitoloških slikah velikega formata, kot so Svatba v Kani galilejski (1563) in Gostija v Levijevi hiši (1573). S Tizianom, ki je bil vsaj eno generacijo starejši, in Tintorettom, desetletje starejšim, je bil Veronese eden  "velike trojice, ki prevladovala v beneškem slikarstvu visoke renesanse (cinquecento)" in pozni renesansi v 16. stoletju. Paolo Veronese, znan kot vrhovni kolorist, je po zgodnjem obdobju manierizma razvil naturalistični slog slikanja, na katerega je vplival Tizian.
Njegova najbolj znana dela so pripovedni cikli v dramatičnem in barvitem slogu, polni mogočnih arhitekturnih okolij in bleščečih ceremonij. Njegove velike slike svetopisemskih praznikov, gneča s figurami, naslikane v refektorijih samostanov v Benetkah in Veroni, so še posebej znane. Bil je tudi vodilni beneški slikar stropov. Večina teh del je še vedno na kraju samem ali vsaj v Benetkah, zastopanost njegovih del v večini muzejev je v glavnem sestavljena iz manjših del, kot so portreti, ki vedno ne kažejo njegovih najboljših in najznačilnejših lastnosti.
Že od nekdaj je bil cenjen zaradi "barvitega sijaja svoje palete, sijaja in občutljivosti svojega čopiča, aristokratske elegance figur in veličastnosti spektakla", ob njegovem delu je bilo čutiti, »da ne omogoča globokega izražanja, človeškosti ali vzvišenega« in »velike trojice«, zato je bil pogosto najmanj spoštovan pri sodobnih kritikih. Mnogi največji umetniki veljajo za njegove občudovalce, tudi Rubens, Watteau, Tiepolo, Delacroix in Renoir. 

## Življenje in delo

### Rojstvo in ime
Veronese je prevzel ime svojega rojstnega kraja Verona. Popis v Veroni potrjuje, da je bil Veronese rojen nekje leta 1528 kamnoseku  (lokalno narečno spezapreda), Gabrielu in Katarini. Bil je njun peti otrok. Običajno je bilo, da je priimek izveden iz očetovega poklica in da je bil Veronese znan kot Paolo Spezapreda. Kasneje je svoje ime spremenil v Paolo Caliari, ker je bila njegova mati nezakonska hči plemiča z imenom Antonio Caliari. Njegova prva znana slika je podpisana s "P. Caliari F.", prvi znan primer, v katerem je bil uporabljen ta priimek, in po uporabi imena Paolo Veronese več let v Benetkah je bil po približno letu 1575 ponovljen podpis njegove slike kot Paolo Caliari. Treba ga je ločiti od drugega slikarja iz Verone, Alessandra Veroneseja, ki je zdaj znan kot Alessandro Turchi (1578–1649).

### Mladost
Od leta 1541 je bil Veronese vajenec pri Antoniu Badileju, ki je kasneje postal njegov tast, in leta 1544 je bil vajenec pri Giovanniju Francescu Carotiju; oba sta bila vodilna slikarja v Veroni. Oltar, ki ga Badile naslikal leta 1543, zajema presenetljive odlomke, ki so bili najverjetneje delo njegovega petnajst let starega vajenca; Veronesejeva prezgodnja dela so kmalu presegla raven delavnice in leta 1544 ni več prebival pri Badileju. Čeprav je bil usposobljen v kulturi manierizma, priljubljeni v Parmi, je kmalu razvil svoj način bolj vesele palete.
V poznih najstniških letih je slikal dela za pomembne cerkve v Veroni. Leta 1551 je po naročilu beneške veje pomembne družine Giustiniani naslikal oltarno sliko za njihovo kapelo v cerkvi San Francesco della Vigna (svetega Frančiška iz vinograda), ki je bila nato povsem prenovljena po zasnovi Jacopa Sansovina. V istem letu se je skupaj z Giovannijem Battisto Zelottijem in Anselmom Cannerijem ukvarjal z dekoracijo vile Soranzo v bližini Trevisa. Ohranjeni so le fragmenti fresk, vendar se zdi, da so bile pomembne pri oblikovanju njegovega ugleda. Opis Carla Ridolfija skoraj stoletje kasneje omenja, da je bila ena od mitoloških tem Darejeva družina pred Aleksandrom redek primer Veronesejevih najlepših posvetnih tem, ki je zdaj v Narodni galeriji v Londonu.
Leta 1552 je kardinal Ercole Gonzaga, prastric vladajočega Guglielma Gonzage, vojvode Mantove, naročil oltarno sliko za stolnico v Mantovi (zdaj v Caenu, Francija), ki jo je Veronese naslikal na kraju samem. Nedvomno je v Mantovi študiral stropne freske Giulia Romana; bil je slikar stropnih fresk, ki je najprej pustil svoj pečat v Benetkah, kjer se je nato naslednje leto za stalno ustalil.

### Benetke
Veronese se je preselil v Benetke leta 1553 po pridobitvi svojega prvega državnega naročila, stropa s freskami v Sali dei Cosiglio dei Dieci (Dvorana svete deseterice) in sosednji Sali dei Tre Capi del Consiglio (Dvorana treh vodij sveta) v Doževi palači, ki naj bi  v novih prostorih nadomestil izgubljene v požaru leta 1547. Njegova slika Jupitrov izgon v vice je zdaj v Louvru. Nato je naslikal tri prizore iz Esterine zgodbe na strop v cerkvi svetega Boštjana (San Sebastiano) (1556–57). S to stropno poslikavo in tisto iz 1557 v knjižnici svetega Marka (Marciana) (za katero sta ga pohvalila Tizian in Sansovina), se je uveljavil kot mojster med svojimi beneškimi sodobniki. Že ta dela kažejo Veronesejevo mojstrstvo v izražanju subtilnega perspektivnega risanja figur Correggia in junaštva Michelangelovih slik.

### Vila Barbaro in refektorij
Leta 1556 je Veronese dobil naročilo za poslikavo prvega njegovih monumentalnih prizorov slavnostne prireditve, Gostija v Simonovi hiši, ki ga ni končal do 1570. Zaradi razpršene kompozicije in pomanjkanja osredotočenosti to ni bila njegova najuspešnejša refektorijska stenska slika. V poznih 1550-ih je Veronese med odmorom pri svojem delu za cerkev svetega Boštjana okrasil vilo Barbaro v Maserju pri Trevisu, novo končano stavbo arhitekta  Palladia. Freske so bile zasnovane kot združitev humanistične kulture s krščansko duhovnostjo; v stenske poslikave so vključeni portreti družine Barbaro, na stropih so modro nebo in mitološke figure. Veronesejeva dekoracija je obsegala kompleksno perspektivo in iluzionizem, kar se je kazalo v svetleči in navdihujoči vizualni poeziji.  Srečanje med arhitektom in umetnikom je bilo zmagovito.
Pri sliki Svatba v Kani galilejski, nastali v letih 1562 in 1563, je tudi sodeloval s Palladiem. Naročili so jo  benediktinski menihi za samostan San Giorgio Maggiore na otočku nasproti svetega Marka v Benetkah. V pogodbi sta bili zapisani velikost za pokritje 66 kvadratnih metrov in kakovost pigmenta in barv vrhunske kakovosti. Na primer: v pogodbi je bilo določeno, da morajo modre barve vsebovati dragocen mineral lapis lazuli. V pogodbi je bilo tudi določeno, da mora slika vključiti največ figur, kot je mogoče. Številni portreti (tudi Tiziana in Tintoretta, pa tudi Veronesejev avtoportret) so uprizorjeni na platnu, širokem skoraj deset metrov. Prizor, vzet iz Nove zaveze, Janezova knjiga, II, 1–11, predstavlja prvi Jezusov čudež, izdelavo vina iz vode, na svatbi v Kani v Galileji. V ospredju praznovanja je friz likov, naslikanih v najbolj bleščečih oblačilih, podprt z dvema vrstama stopnic, ki vodijo na teraso, rimsko stebrišče in bleščeče nebo.
V slikah v refektoriju, kot je Darejeva družina pred Aleksandrom (1565–1570 ), je Veronese dosegel, da se arhitektura ujema s slikovno ravnino, ki poudarja postopkovno naravo sestave. Umetnikova dekorativna genialnost je prepoznana v dramatičnih perspektivnih učinkih, ki bi bili naporni v dnevni sobi ali kapeli, in v tem, da bi lahko pripoved slike najbolje dojeli kot odklon slikovitosti. Te slike prikazujejo bolj malo čustev; bolj prikazujejo previdno, sestavljeno gibanje predmetov vzdolž predvsem horizontalne osi. Izstopajo zaradi žarenja svetlobe in barve. Povzdigovanje takih vidnih učinkov bi lahko bil odsev umetnikove osebne blaginje. Leta 1565 se je poročil z Eleno Badile, hčerjo svojega prvega učitelja. Imela sta hčer in štiri sinove. 
Med letoma 1565 in 1570 je naslikal tudi sliko Marija in otrok s sveto Elizabeto, dojenčkom Janezom Krstnikom in sveto Justino, danes v Timken Museum of Art (Timkenovem umetniškem muzeju) v San Diegu. Sveta Justina, pokroviteljica Padove in Benetk, je na desni strani z blagoslovljeno devico Materjo in Kristusom otrokom v centru. V nasprotju z italijanskimi deli dvajsetega stoletja je dojenček oblečen kot dojenček. Kar pritegne pogled na tej sliki, je dojenček, ki gleda sveto Justino, kajti otrok te starosti bi običajno gledal svojo mater. Delo zaokrožata sveta Elizabeta, Marijina sestrična, in mati svetega Janeza Krstnika, ki je na levi strani. Umetnik nežno uravnava oblike razširjene Svete družine, kar naredi s pomočjo odličnega ravnotežja toplih in hladnih barv.

### Levijeva hiša
Leta 1573 je Veronese dokončal sliko, ki je zdaj znana kot Gostija v Levijevi hiši (prvotno imenovana Zadnja večerja) za zadnjo steno jedilnice v baziliki svetega Janeza in Pavla. Slika je bila prvotno namenjena upodobitvi zadnje večerje. Zasnovana je bila za zamenjavo Tizianovega platna, ki je bilo izgubljeno v požaru. Je več kot pet metrov visoka in več kot dvanajst metrov široka, upodobljeno je beneško praznovanje in je vrhunec njegovih prizorov gostij. Poleg  zadnje večerje prikazuje nemške vojake, komične palčke in različne živali. Skratka, eksotika, ki je standardna za njegove pripovedi. Celo Veronesejeva uporaba barv dosega večjo intenzivnost in svetlobo, pozornost do pripovedi, človeških čustev ter subtilnejše fizično prepletanje figur postane jasna. 
Desetletje prej, ko so benediktinci naročili Svatbo v Kani galilejski (1563), so Veroneseju kot umetniku ukazali, naj svobodno vključuje čim več človeških figur, kar bi ustrezalo proslavljanju. V nasprotju s tem je čez desetletje naletel na pravne in religiozne omejitve (teološke, politične, sociološke) o tem, kdo in kaj je lahko prikazan na sliki. 18. julija 1573 je inkvizicija poklicala Veroneseja pred sodišče, da bi razložil, kaj po cerkvenem nauku pomenijo osebe, živali in nespodobnosti na sliki Zadnje večerje. 
Razsodišče je slikarja Veroneseja le opomnilo in ne kaznovalo, politično in ne sodno. Kljub temu je Veronese razložil inkvizitorjem, da "mi slikarji sprejmemo enake svoboščine kot pesniki in norci", pripoveduje zgodba. Inkvizicijsko sodišče je odredilo, da predela Zadnjo večerjo. Čeprav je nasprotoval njihovi pravni zaščiti teoloških kaznivih dejanj, je bil vendar prisiljen preimenovati sliko v Gostijo v Levijevi hiši. Da je umetnik, kot je Paolo Veronese, uspešno prestal obtožbo inkvizicije glede herezije, je bila potrebna politična podpora patricijskega pokrovitelja umetnosti.

## Ocena
Umetniški življenjepis Paola Veroneseja je bil vključen v drugo izdajo Le Vite de' più eccellenti pittori, scultori, e architettori da Cimabue insino a' tempi nostri (Življenje najodličnejših slikarjev, kiparjev in arhitektov), 1568,  Giorgia Vasarija. 
Popolnejši Veronesejev življenjepis je moral počakati na delo Le maraviglie dell 'Arte ovvero, Le vite degli Illustri Pittori Veneti in dello Stato (1648), Carla Ridolfija, zbir beneške šole slikarjev. Ridolfi je napisal, da je Veronesejeva slika Gostija v Levijevi hiši (1573) "daleč najpomembnejši vir za naše vedenje o njegovi umetnosti", ker "se je omejil na veselje, naredil lepo veličastno, polno smeha, bolj praznično". 
Sodobne ocene Lawrencea Gowinga za umetniške dosežke Paola Veroneseja so:
Francoski kritik Théophile Gautier je napisal leta 1860, da je Veronese največji kolorist, ki je kdaj živel, večji od Tiziana, Rubensa ali Rembrandta, ker je ustvaril harmonijo naravnih tonov namesto modeliranja v temi in svetlobi, da bi ohranil metodo akademskega chiaroscúra. Delacroix je zapisal, da je Veronese naredil svetlobo brez nasilnih nasprotij, "kar smo vedno imeli za nemogoče in vzdrževal je moč odtenka v senci".
Te inovacije ni bilo mogoče bolje opisati. Veronesejeve svetle proste harmonije so razsvetljevale in navdihovale celotno 19. stoletje. Bil je temelj sodobnega slikarstva. Njegov slog je v resnici naturalističen, impresionističen ali najbolj subtilen in lep domiseln izum, kar mora ostati vprašanje, na katero lahko odgovori vsako obdobje po svoje.

## Način dela
Poleg stropnih in stenskih poslikav je Veronese slikal tudi oltarne slike (Posvetitev svetega Nikolaja, 1561–2, Narodna galerija v Londonu), slike mitoloških tem (Venera in Mars, 1578, Metropolitanski muzej umetnosti, New York) in portrete (Portret gospe, 1555, Louvre). Ohranjenih je veliko kompozicijskih skic v perorisbi, črnilu, študije slik s kredo, modeli v tehniki Chiaroscúro in ricordi .
S svojim mlajšim bratom Benedettom (1538–1598) in tudi sinovoma Carlom in Gabrielom ter nečakom Luigijem Benfattom (imenovan tudi dal Friso; 1559–1611), ki je ostal dejaven v desetletju po njegovi smrt v Benetkah leta 1588  ter podpisal njihovo delo Haeredes Pauli (Paolovi dediči) in še naprej uporabljal njegove risbe, je vodil družinsko delavnico. Med njegovimi učenci so bili njegov sodobnik Giovanni Battista Zelotti in kasneje Giovanni Antonio Fasolo, Sigismondo de Stefani in Anselmo Canneri. Družina Caliari se je nadaljevala in Paolo Caliari je leta 1888 objavil prvo monografijo o svojem predniku. 
Veronese je bil eden prvih slikarjev, katerih risbe so iskali zbiralci že takrat, ko je živel.